# Lioneses

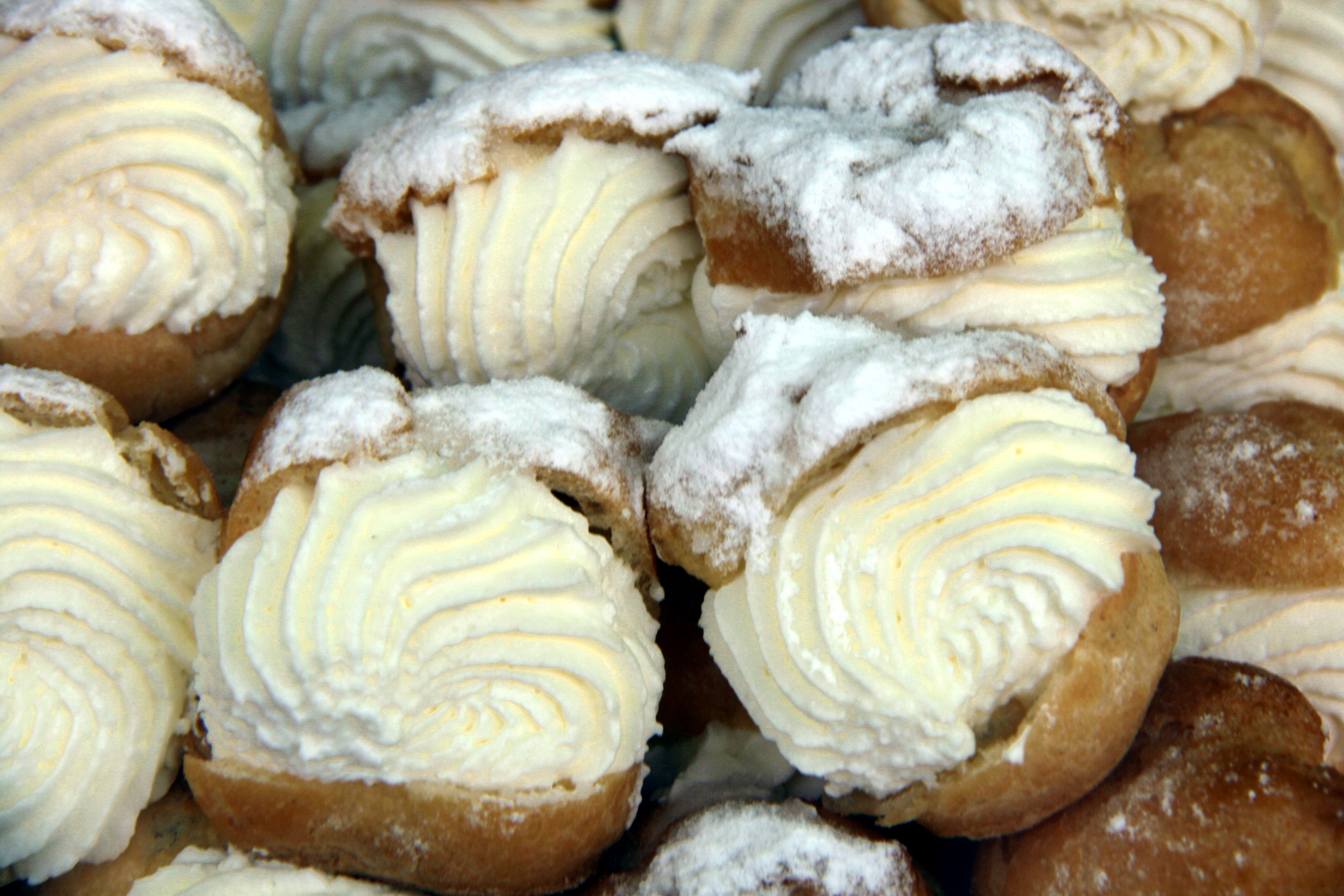
Lioneses de crema de llet

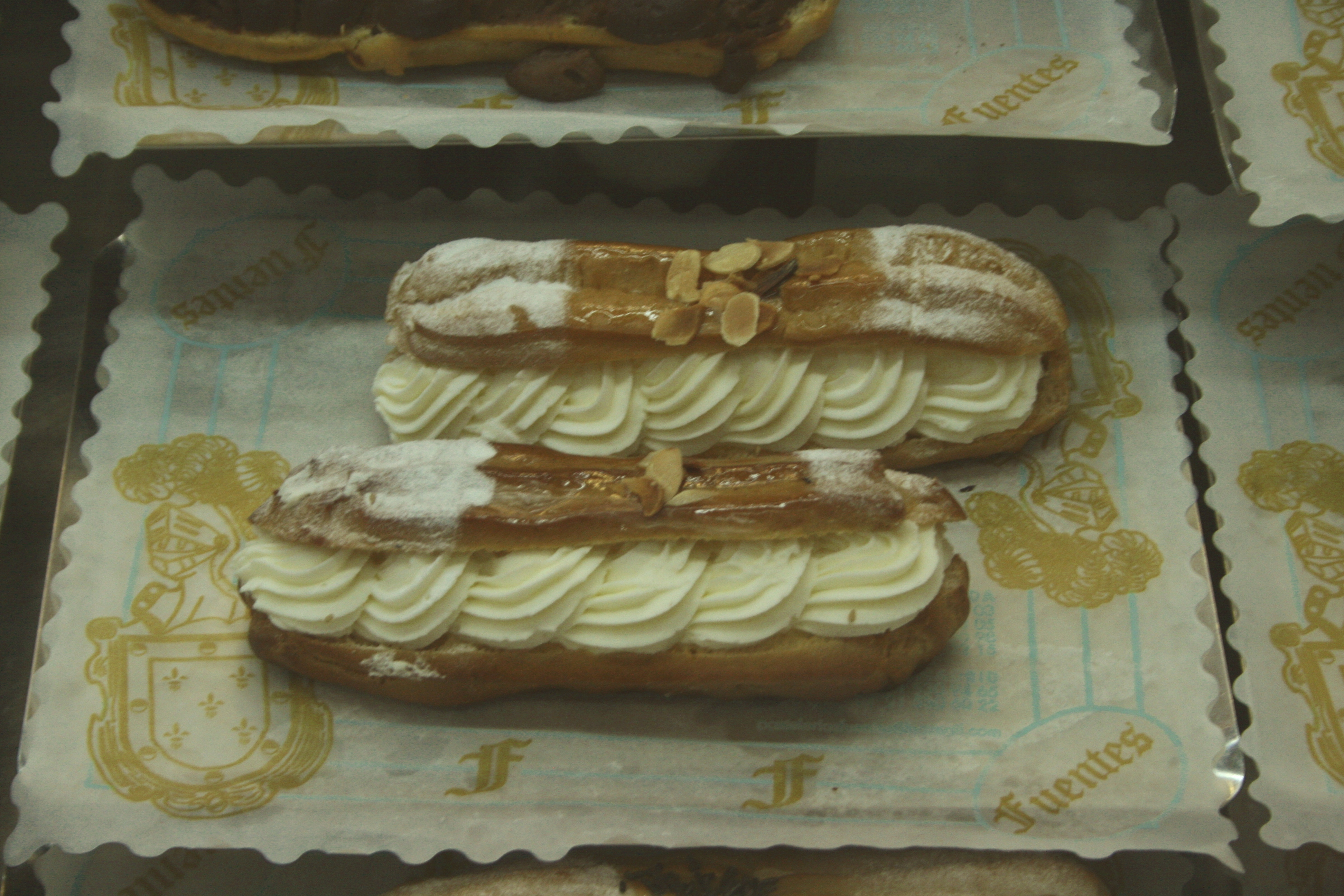
Bastons de crema de llet

Les lioneses són uns dolços en forma de mandonguilla, fets amb pasta de bunyol cuita al forn i en principi (les lioneses de crema de llet o mossets de crema de llet) farcits amb nata muntada. Als Països Catalans sovint es decora la seva superfície amb sucre de llustre, i també es poden farcir tradicionalment d'una crema catalana espessa (lioneses de crema o mossets de crema) o de nata muntada barrejada amb xocolata (lioneses de tòfona o lioneses de xocolata).
Les lioneses són anàlogues als bastons, que es diferencien només en mida i forma, allargada i de mida equivalent a uns tres mossets, i als tortells de diumenge, en forma d'anell i de la mida d'un pastís estàndard. Les profiteroles són lioneses de nata, o de vegades de gelat, amb xocolata desfeta calenta pel damunt. Se solen servir com a postres.
Les lioneses es fan en diferents països europeus (Portugal, Espanya, França, Itàlia, etc.), de vegades amb algunes petites diferències quant a la decoració. A Rasquera es fan unes pastes molt similars que s'hi anomenen monjàvenes. Les lioneses també es poden farcir de salat, per exemple tallar-les com petits entrepans, amb embotit, amanida, tonyina, ou dur, maionesa, etc., o farcir-les amb una beixamel espessa que contingui, per exemple, pernil salat picat.

## Pasta de lioneses
Amb la pasta de lioneses, que és la barreja de farina, greix (sagí o oli d'oliva, a la cuina catalana, mantega a d'altres), ous i aigua, amb la qual es fan aquestes, simplement formant boletes amb una cullera o una mànega pastissera, i coent-les després al forn, no només es fan lioneses, bastons i tortells de diumenge. Als segles xix i xx era molt freqüent comprar un tortell farcit de nata o una safata de lioneses de nata els diumenges al matí, en sortir de l'església o per comprar el diari, per a ser menjats en família amb el cafè, després de les postres del dinar. Els bastons són una versió més moderna i de confiteria de les lioneses. La idea és fer la mateixa cosa però per a una sola persona. Es troba al País Valencià i és especialment popular a Catalunya, també s'ha introduït amb força en alguns llocs de Menorca, sobretot a Ciutadella. Com les lioneses, es fan tradicionalment de nata, trufa o crema, però poden tenir altres farcits dolços o salats, per exemple els farcits dels canelons.
Aquesta pasta enfornada dona els Windbeutel a Àustria, les religioses (una lionesa més gran sota una més petita, com un ninot de neu) i el Saint Honoré a França, dolços farcits de recuit endolcit, sense o amb cacau, a Sicília, etc.
La mateixa pasta, fregida en comptes de cuita al forn, és la base de bunyols salats i dolços, i de les rosquilles de vent, farcides o no, de Palma d'Ebre.